# Rostkehl-Wasseramsel

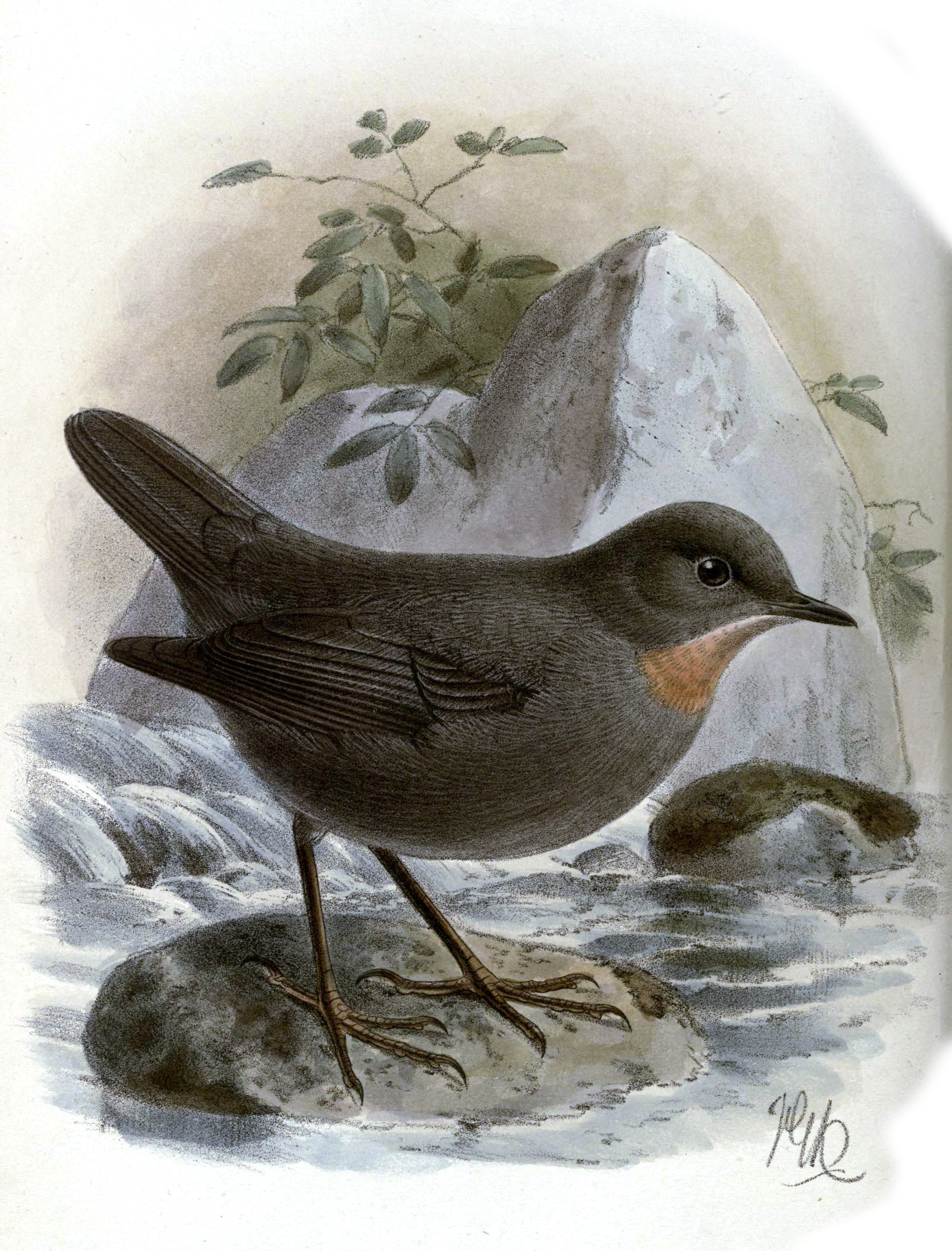
Rostkehl-Wasseramsel, Illustration

Die Rostkehl-Wasseramsel (Cinclus schulzii, Protonym: Cinclus schulzi) ist ein südamerikanischer Vertreter der Wasseramseln. Sie kommt nur in einem eng begrenzten Gebiet in Südbolivien und Nordargentinien vor, wo sie an sauerstoffreichen, klaren Wasserläufen brütet. Die Art ist monotypisch. Sie ist die Schwesterart der Weißkopf-Wasseramsel (Cinclus leucocephalus), wird von einigen Autoren aber auch als deren Unterart aufgefasst.

## Beschreibung
Die Rostkehl-Wasseramsel ist der kleinste Vertreter der Cinclidae. Ihre Körperlänge beträgt etwa 14–15 Zentimeter. Sie ist in ihrem Verbreitungsgebiet unverwechselbar. Wie bei allen Wasseramseln ist der große Kopf nur wenig vom Rumpf abgesetzt, der Körper ist kompakt und rundlich und der oft gestelzte Schwanz ist sehr kurz. Die bleigrauen Beine und die ebenso gefärbten Zehen sind lang und kräftig. Die Iris ist braunschwarz, der Schnabel dunkel schiefergrau.
Die Rostkehl-Wasseramsel ist weitgehend einheitlich mausgrau gefärbt. Auffälligstes Kennzeichen ist die orangebraune Kehle. Die Basen der Handschwingen sind auf der Innenseite rein weiß, auf der Außenseite eher verwaschen weiß. Bei angelegtem Flügel ist dieses Färbungsmerkmal nicht zu erkennen. Die Rostkehl-Wasseramsel zuckt jedoch beständig mit den Flügeln und spreizt dabei die Handschwingen, sodass dieses helle Fenster eine deutliche Signalwirkung bekommt.
Jungvögel ähneln in ihrer Färbung schon stark den Adulten; sicherstes Unterscheidungsmerkmal ist ihr rosaroter Schnabel.

## Verbreitung und Lebensraum

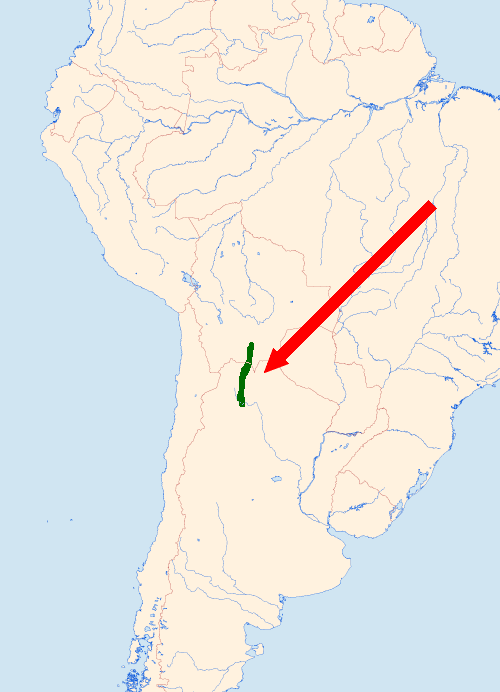
Verbreitungsgebiet der Rostkehl-Wasseramsel

Die Rostkehl-Wasseramsel ist nur in einem kleinen Gebiet am Ostabhang der Anden im Süden Boliviens und im Norden Argentiniens verbreitet. In Argentinien kommt sie in geeigneten Habitaten in den Provinzen Jujuy, Salta, Catamarca und Tucumán vor, in Bolivien im Departamento Tarija. Die Brutgebiete der Weißkopf-Wasseramsel und der Rostkehl-Wasseramsel sind deutlich voneinander getrennt.
Dort brütet sie entlang schnell fließender klarer Gebirgsbäche und kleinerer Flüsse vornehmlich in der von Erlen dominierten Höhenstufe zwischen 1400 und 2500 Metern. Im Verbreitungsgebiet leben einige, weitgehend voneinander isolierte Populationen; dazwischen liegen Lücken, in denen die Art trotz anscheinend geeigneter Lebensbedingungen nicht vorkommt. In einigen Gebieten kann sie durchaus häufig sein. Als Lebensraum genügen ihr bei günstigen Bedingungen 650–1250 Flussmeter.
Solange die Gewässer nicht zufrieren, verbleibt die Rostkehl-Wasseramsel in ihrem Brutrevier; ansonsten wandert sie in tiefer gelegene Gebiete ab.

## Nahrung und Nahrungserwerb
Wie alle Wasseramseln ernährt sich auch die Rostkehl-Wasseramsel ausschließlich carnivor. Ihre Nahrung besteht vornehmlich aus Wirbellosen, die aquatisch leben oder auf Steinen und Felsen, im Spülsaum entlang der Gewässerränder oder in der Ufervegetation vorkommen. Detaillierte Informationen zur Nahrungszusammensetzung gibt es jedoch nicht.
Die Beutetiere werden vornehmlich von Felsen und Steinen, von der Wasseroberfläche oder der Ufervegetation aufgelesen oder watend im sehr seichten Wasser erbeutet. Ob die Rostkehl-Wasseramsel auch schwimmt und taucht, wird kontrovers diskutiert; wenn überhaupt wurden diese Verhaltensweisen selten beobachtet.

## Verhalten
Im Gegensatz zu allen anderen Wasseramseln scheint die Rostkehl-Wasseramsel nicht zu knicksen, also in schneller Abfolge kurz in den Fersengelenken einzuknicken. Anstatt dessen zuckt sie mit den Flügeln und präsentiert so das helle Fenster an der Basis der Handschwingen.

## Brutbiologie
Es liegen nur sehr wenige Angaben zur Brutbiologie vor. Die wenigen Nester, die beschrieben wurden, lagen in Felsnischen, aber auch an Brückenbauten, immer in unmittelbarer Wassernähe, etwa einen halben Meter bis etwas über einen Meter über dem Wasserspiegel. Das Nest selbst ist ein typischer mehrschichtiger, kugeliger Wasseramsel-Bau mit einer äußeren Hülle vor allem aus Moos und Grasstängeln und einem inneren Napf aus Blättern und verschiedenen feinen Materialien.
Die Hauptlegezeit dürfte zwischen dem späten Oktober und Ende Dezember liegen. Das Gelege besteht meist aus zwei glänzend weißen Eiern. Über die Brut- und Nestlingsdauer liegen keine Informationen vor.

## Systematik
Die Rostkehl-Wasseramsel ist eine der fünf Arten der Gattung Cinclus innerhalb der Familie Cinclidae; gelegentlich wird diese auch als Unterfamilie (Cinclinae) der Fliegenschnäpper (Muscicapidae) aufgefasst. Zwei Arten sind in Eurasien, eine ist in Nordamerika und zwei sind in Südamerika beheimatet. Die verwandtschaftliche Stellung der Familie ist Gegenstand der Forschung. Stellte man sie früher auf Grund morphologischer und verhaltensbiologischer Ähnlichkeiten in die Nähe der Zaunkönige (Troglodytidae), nimmt man heute eher eine nähere Verwandtschaft mit den Drosseln (Turdidae) und Spottdrosseln (Mimidae) an.
Es werden keine Unterarten anerkannt. Überlegungen, die die Art als Unterart der Weißkopf-Wasseramsel auffassen, gelten als nicht plausibel, vielmehr dürfte es sich um Schwesterarten handeln.

## Bestand und Bestandsentwicklung
Es liegen keine aktuellen Bestandszahlen und Einschätzungen der Bestandsentwicklung vor. Laut IUCN gilt die Art auf Grund ihres kleinen Verbreitungsgebietes, der fragmentierten und zum Teil isolierten Teilpopulationen und der regional schrumpfenden Bestände als gefährdet. Schätzungen gehen von einem Gesamtbestand von etwa 1000 bis maximal 2000 Brutpaaren aus. Das Gesamtverbreitungsgebiet dieser Art ist nur etwa 30.000 Quadratkilometer groß. Innerhalb dieser Region besteht nur eine einzige Schutzzone an der Grenze zu Bolivien in der Provinz Salta. Die übrigen Gebiete sind vor allem durch Holzeinschlag und die Intensivierung der Viehzucht bedroht. Die Rostkehl-Wasseramsel reagiert sehr empfindlich auf eine Verschlechterung ihrer Lebensbedingungen und verschwindet dann schnell von angestammten Brutgewässern.